# Árabe mesopotámico septentrional
El árabe mesopotámico septentrional' (también conocido como Moslawi (significando 'de Mosul') o árabe mesopotámico qeltu) es una variedad de árabe hablado al norte de las Montañas Hamrin en Irak, en el oeste de Irán, en el norte de Siria, y en el sureste de Turquía (en la región oriental del Mediterráneo turco), Región del Sudeste de Anatolia y Región del Este de Anatolia Oriental. Al igual que otros dialectos del árabe mesopotámico y el árabe levantino, muestra signos de un substracto arameo.
EL árabe chipriota comparte un gran número de características comunes con el árabe mesopotámico; particularmente la variedad del norte, y se ha considerado como perteneciente a esta área del dialecto.
El árabe Mesopotámico del Norte se habló una vez en toda Mesopotamia, incluyendo lo que es hoy el Sur de Irak y Khuzestan en el Irán (Babilonia), el Gelet Mesopotámico fue creado debido a una migración de beduinos al sur y central de Mesopotamia después de la invasión mongola.
El árabe judeo-iraquí es el único remanente de Mesopotámico del norte que fue hablado en el sur y representa a los dialectos judíos pre invasión mongola anterior que demuestra más influencia del Akadio y el Arameo del este en ellos.